# تشيك تشاندلر
تشيك تشاندلر (بالإنجليزية: Chick Chandler)‏ مواليد 18 يناير 1905 في كينغستون، الولايات المتحدة - الوفاة 30 سبتمبر 1988 في لاغونا بيتش، الولايات المتحدة، هو ممثل أمريكي بدأ مسيرته الفنية سنة 1925. شارك في قرابة 130 فيلما. من أعماله إنه عالم مجنون مجنون مجنون مجنون. امتدت مسيرته الفنية لأكثر من 46 عاما.

## روابط خارجية
- تشيك تشاندلر على موقع IMDb (الإنجليزية)
- تشيك تشاندلر على موقع ألو سيني (الفرنسية)
- تشيك تشاندلر على موقع أول موفي (الإنجليزية)
- تشيك تشاندلر على موقع قاعدة بيانات الأفلام السويدية (السويدية)
- تشيك تشاندلر على موقع قاعدة بيانات الفيلم (الإنجليزية)
- تشيك تشاندلر على موقع كينوبويسك (الروسية)